# Soldadura de costura
La soldadura de costura es la destinada a la "costura" de láminas impenetrables. La soldadura es un proceso continuo en el que los electrodos son roldanas que aplican una fuerza (presión) y una corriente y solapan los materiales base.